# Waldemar Braniborský
Waldemar Braniborský, nebo také Waldemar Veliký, (kolem 1280? – 14. srpna 1319 Bärwald) byl braniborský markrabě z jánské větvě rodu Askánců.
Byl nejmladším synem braniborského markraběte Konráda I. V roce 1309 dokázal sjednotil celé Braniborsko, čímž se zařadil mezi nejmocnější říšská knížata. Patřil mezi největší válečníky své doby. Vedl askánskou expanzi k Baltskému moři i na jih do Míšeňska a Slezska. V ní Waldemar triumfoval roku 1316, když pokořil míšeňského markraběte Fridricha Pokousaného. Aktivně se rovněž zúčastnil severoněmecké politiky, v níž se nejprve spojoval s dánským králem Erikem VI. a vévodou Jindřichem II. Meklenburským. Ti v roce 1314 proti Waldemarovi však vytvořili koalici severoněmeckých knížat, jež Waldemara v roce 1316 porazila, což zmařilo askánskou expanzi na sever.

## Život

### Sjednocení Braniborska

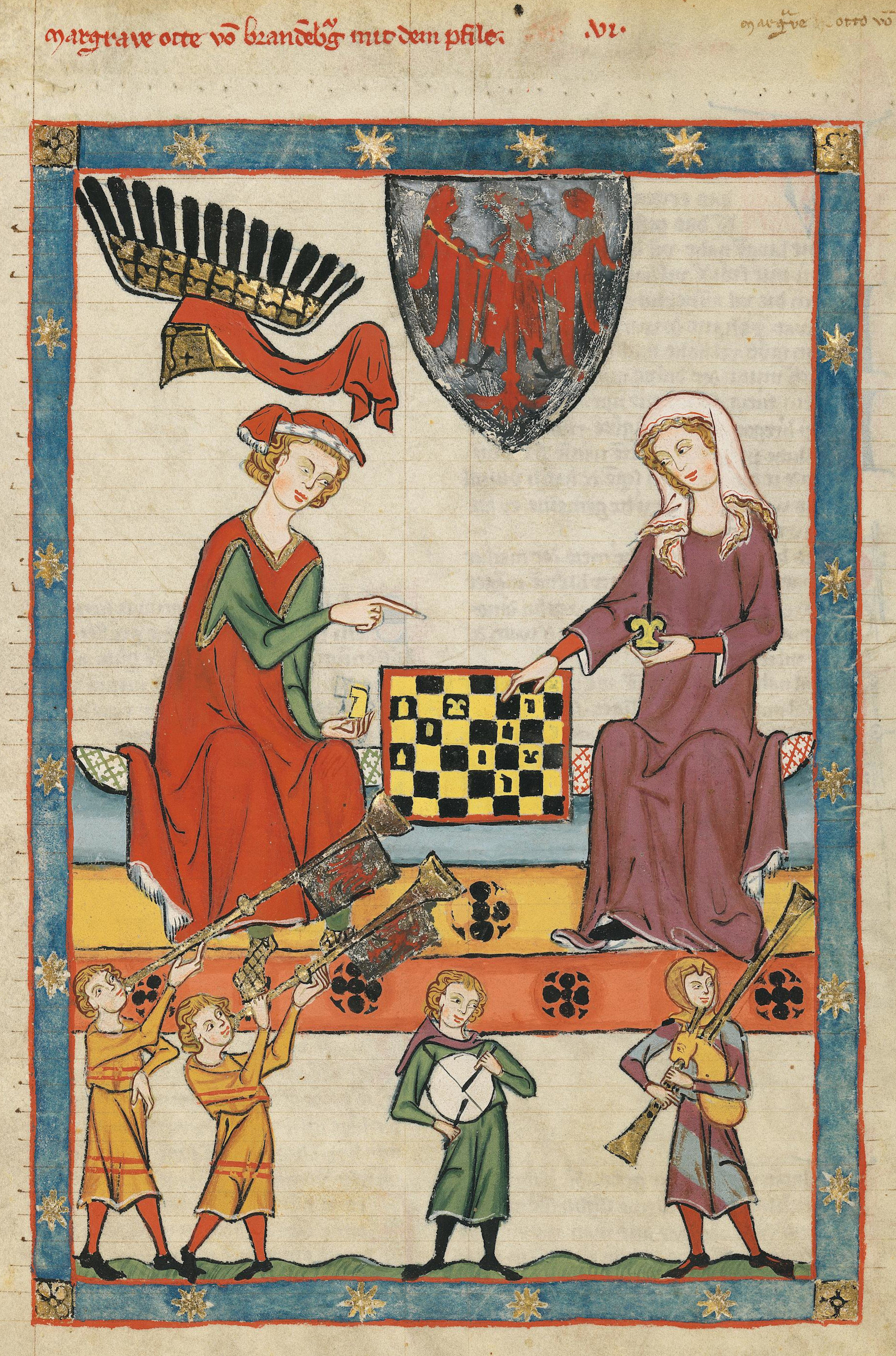
Ota IV. se Šípem hrající šachy

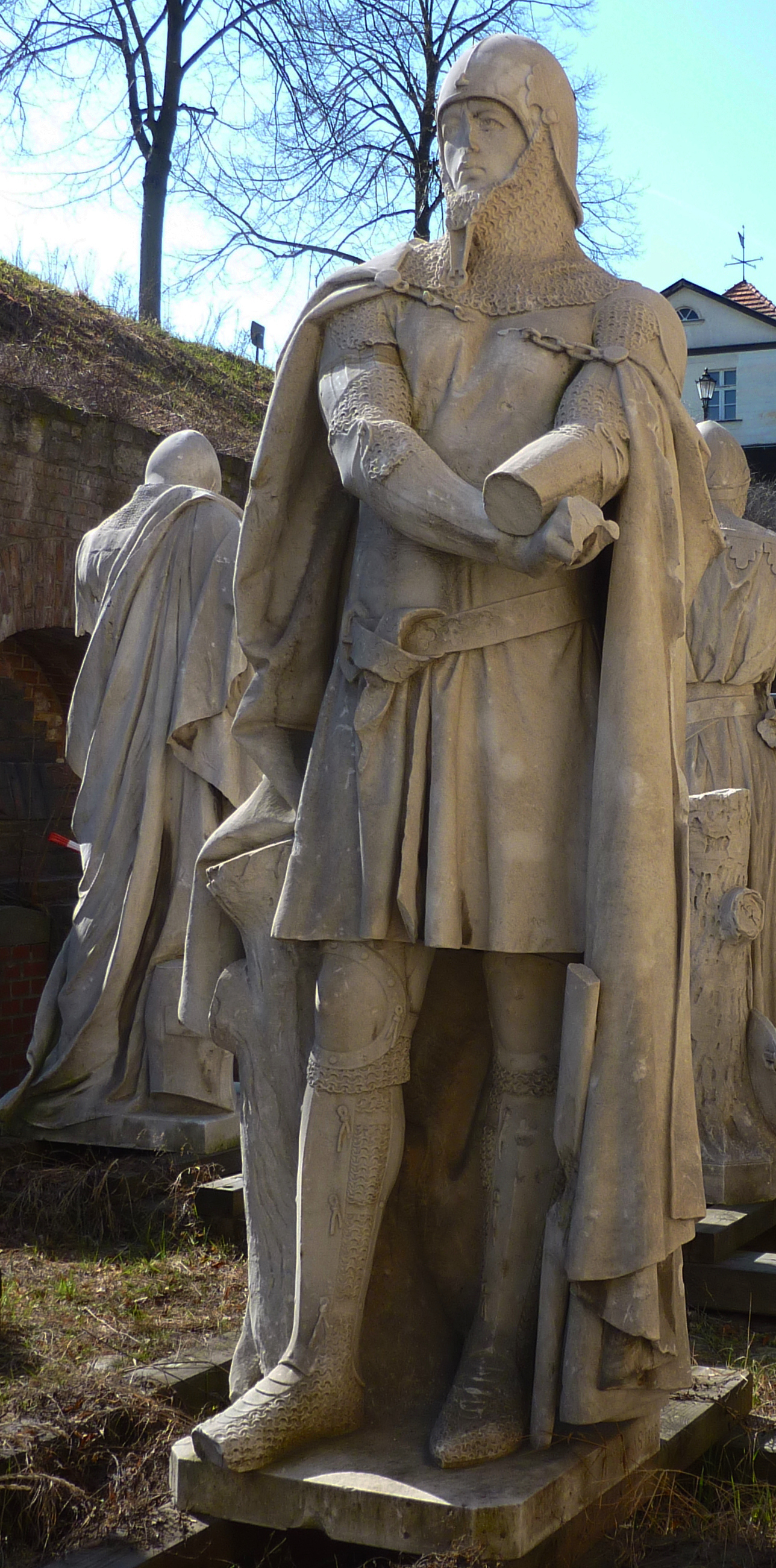
Waldemarova socha od Reinholda Begase v Siegesallee v Berlíně

Narodil se kolem roku 1280 jako nejmladší syn braniborského markraběte Konráda I. a jeho manželky Konstancie Velkopolské. Vyrůstal zřejmě na dvoře svého rytířského strýce Oty IV. se Šípem, což patrně předznamenalo jeho rytířskou povahu. V pramenech se poprvé objevil v roce 1303. Následně se po boku svého rozsáhlého příbuzenstva podílel na askánských výbojích proti pomořanským knížatům, římskoněmeckému králi Albrechtovi Habsburskému i Polákům. Když v roce 1308 zemřel Waldemarův příbuzný Heřman III., Waldemar se stal poručníkem jeho nezletilého syna Jana V. Svou vládu na Janově podílu braniborského markrabství upevnil sňatkem s Janovou sestrou Anežkou, jež mu ale nedala dědice. Protože Waldemar byl s Anežkou příbuzný, papež k tomuto sňatku musel udělit dispens. V roce 1308 se Waldemar jako markrabě braniborský, který disponoval jedním kurfiřtským hlasem, ve volbách římskoněmeckého krále podílel na zvolení Jindřicha VII. Lucemburského.
Roku 1309 bezdětně zemřel Ota IV. se Šípem, čímž se Waldemar stal hlavou celého rodu Askánců. Kromě malého Jana a Waldemara z mužských příslušníků Braniborských Askánců v tu dobu žil ještě Jindřich I. a jeho teprve roční syn Jindřich II. Waldemarův otec Konrád I. totiž zemřel už v roce 1304, jeho nejstarší syn Jan IV. o rok později a další Waldemarův bratr Ota VII. i bratranec Konrád II. zesnuli v roce 1308. Braniborští Askánci proto pomalu ale jistě vymírali. Protože Jindřich I. vládl pouze v Landsberském markrabství a Saské Falci, Waldemar sjednotil celé Braniborsko. Jeho panství sahalo od Staré marky a území v Durynsku, přes vlastní Braniborsko (Střední marku), Dolní Lužici, části Míšeňska, až po Novou marku, západní Prusko, Poznaňsko a významné části Dolního Slezska i Pomořanska. Jeho území se tak stalo nejrozsáhlejším říšským knížectvím a on se zařadil mezi nejmocnější říšská knížata.

### Expanze na sever i na jih a sklonek života

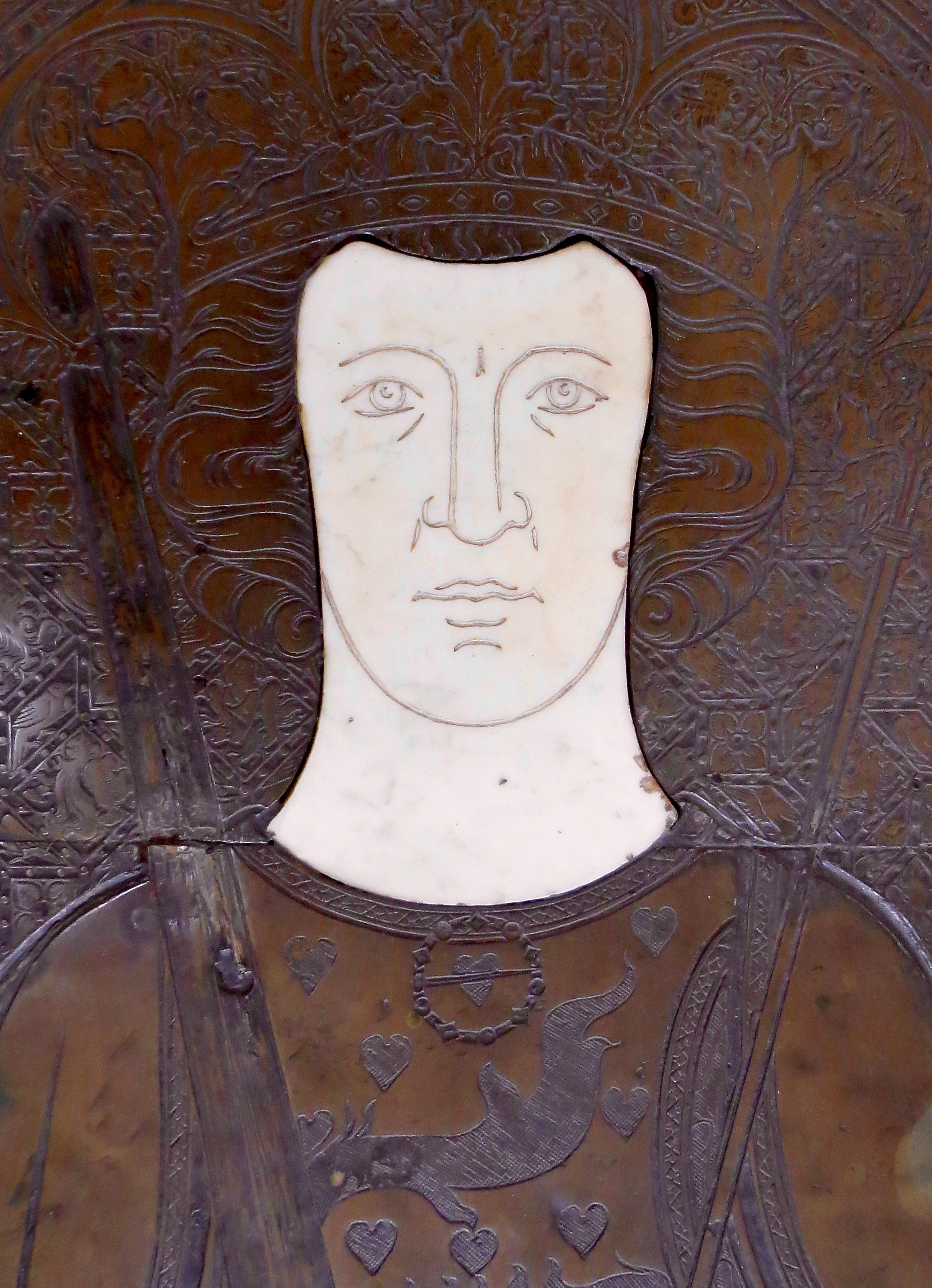
Erik VI. Dánský

V roce 1310 Waldemar za vyplacení 10 000 hřiven stříbra rezignoval ve prospěch Řádu německých rytířů na pomořanská území, a to především Gdaňsk, o něž s německými rytíři i polskými panovníky soupeřil od roku 1307. Následujícího roku se Waldemar na meklenburské půdě sešel s meklenburskými a pomořanskými knížaty i dánským králem Erikem VI. Řešila se zde především válka proti hanzovním městům včetně Wismaru a Rostocku. Přítomní panovníci tu zpečetili dohodu o společném tažení pro těmto městům. Braniborský markrabě pro všechny přítomné následně uspořádal velkolepé slavnosti, jimiž demonstroval svou moc. Posléze se Waldemar skutečně nakrátko zúčastnil kampaně proti některým hanzovním městům. Předčasně však z tohoto tažení odešel, a to pravděpodobně kvůli sporům s Jindřichem II. Lvem Meklenburským. Na počátku roku 1312 s Erikem Dánským a Jindřichem Lvem uzavřel novou spojeneckou dohodu namířenou proti Wismaru, Rostocku, Stralsundu a dalším hanzovním městům.

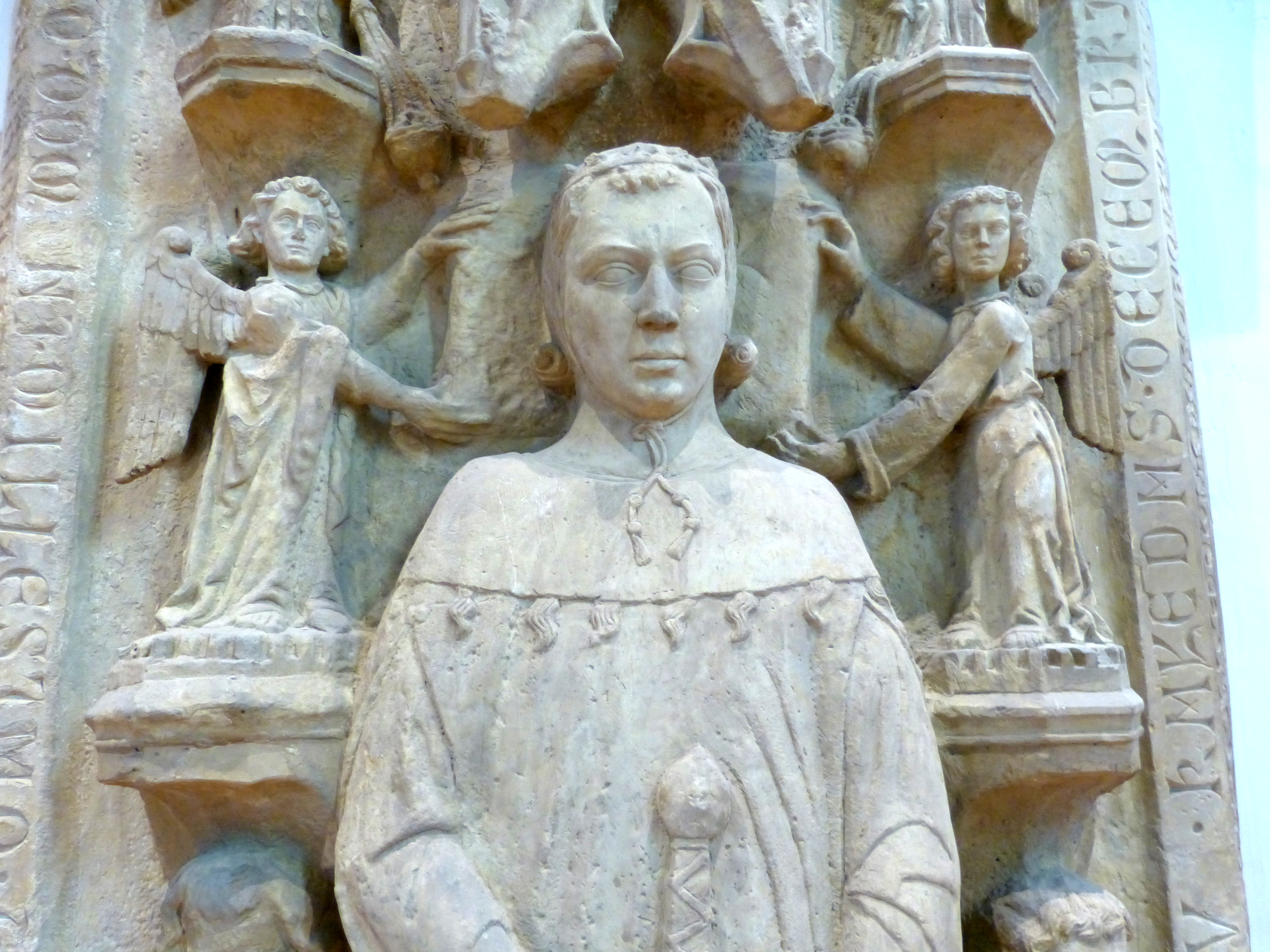
Náhrobek Fridricha I. Míšeňského v Eisenachu

Znak Meklenburského vévodství

V roce 1312 Waldemar vedl válku proti míšeňskému markraběti Fridrichovi Poukousanému, jehož se mu podařilo na hlavu porazit a zajmout. Fridrich Waldemarovi proto musel zaplatit 32 000 hřiven stříbra a vzdát se nároků na Lužici, Landeberské markrabství a jiná sporná území včetně měst Lipska, Torgau a Oschatze. Po pokoření Fridricha Pokousaného se Waldemar mohl soustředit na severoněmeckou politiku, kde jeho vliv stále vzrůstal. V roce 1314 se jako kurfiřt ve volbách římskoněmeckého krále vyslovil pro Ludvíka IV. Bavora. Ještě před tím se dokonce objevily úvahy, že na římský trůn by měl nastoupit právě on, z čehož však nakonec sešlo.
Poté, co braniborský markrabě v roce 1314 obsadil Stargard, vznikla proti němu nebezpečná koalice tvořená Vitslavem II. Rujánským, Jindřichem II. Meklenburským, Erikem VI. Dánským a jinými. Waldemar se musel uchýlit ke krajnímu řešení – spojil s hanzovními městy, proti nimž ještě nedávno vedl války. Waldemara podpořil také jeho zásadní spojenec Wartislaw IV., pomořanský kníže. Tehdy využil situace mladý Jan V. Braniborský, Waldemarův příbuzný, jemuž do roku 1314 Waldemar dělal poručníka, i někteří braniborští šlechtici, kteří proti Waldemarovi povstali a přeběhli na stranu meklenburského vévody. Válka mezi Waldemarem a koalicí meklenburského vévody se odehrávala se střídavými úspěchy obou táborů. V roce 1316 nad braniborským markrabětem koalice severoněmeckých knížat v čele s dánským králem zvítězila v bitvě u Gransee, ve které byl Waldemar vážně zraněn a smrti unikl jen o vlásek. Obě strany posléze uzavřely templinskou dohodu, v jejíž důsledku Askánci ztratili přístup k Baltskému moři.
Když v roce 1317 zemřel Jindřich I. Braniborský a Waldemar po něm získal Landberské markrabství a Saskou Falc, potřeba aby manželka Waldemarovi porodila potomka se stala ještě akutnější. Téhož roku zemřel i Jan V., čímž se Waldemar spolu s nezletilým dítětem Jindřicha I. Jindřichem II. stal posledním braniborským Askáncem. S Jindřichem II. se proto počítalo jako s dědicem Waldemarova rozsáhlého majetku. V roce 1316 braniborský markrabě okupoval Drážďany. Na samém sklonku svého života se se svými sousedy ale snažil udržovat dobré vztahy, s výjimkou magdeburských biskupů, proti nimž v roce 1319 vedl kampaň. Téhož roku braniborský markrabě bezdětný a ve věku přibližně 39 let skonal. Je pochován v klášteře Chorin. Jeho dědicem se skutečně stal Jindřich II., poslední braniborský Askánec.
Waldemar se kvůli ohromným nákladům na vedení různých válek téměř permanentně nacházel v závažné finanční tísni, což se odrazilo i v jeho kořistnické politice vůči nižším vrstvám obyvatelstva svých zemí. V době jeho vlády Evropou navíc panovala neúroda a hladomory. I přesto se však Waldemar do německého národního povědomí zapsal víceméně pozitivně. To dokazuje i postava takzvaného falešného Waldemara, jehož osobnost se stala námětem několika knih. Jednalo se o muže neznámého původu, jenž o sobě říkal, že je markrabě Waldemar, který se navrátil z poutnické cesty do Svaté země. Brzy si získal mnoho přívrženců a římský král Karel IV. mu Braniborsko dokonce udělil v léno.

## Vývod z předků
|                      |                          |  |                |                           |  |  |  |  |  |  |  | Ota I. Braniborský |
|                      |                          |  |                |                           |  |  |  |  |  |  |  |                    |
|                      | Albrecht II. Braniborský |  |                |                           |  |  |  |  |  |  |  |                    |
|                      |                          |  |                |                           |  |  |  |  |  |  |  |                    |
|                      |                          |  |                | Adelheid                  |  |  |  |  |  |  |  |                    |
|                      |                          |  |                |                           |  |  |  |  |  |  |  |                    |
|                      | Jan I. Braniborský       |  |                |                           |  |  |  |  |  |  |  |                    |
|                      |                          |  |                |                           |  |  |  |  |  |  |  |                    |
|                      |                          |  |                | Konrád II. Lužický        |  |  |  |  |  |  |  |                    |
|                      |                          |  |                |                           |  |  |  |  |  |  |  |                    |
|                      | Matylda Lužická          |  |                |                           |  |  |  |  |  |  |  |                    |
|                      |                          |  |                |                           |  |  |  |  |  |  |  |                    |
|                      |                          |  |                | Eliška Polská             |  |  |  |  |  |  |  |                    |
|                      |                          |  |                |                           |  |  |  |  |  |  |  |                    |
|                      | Konrád I. Braniborský    |  |                |                           |  |  |  |  |  |  |  |                    |
|                      |                          |  |                |                           |  |  |  |  |  |  |  |                    |
|                      |                          |  |                | Valdemar I. Veliký        |  |  |  |  |  |  |  |                    |
|                      |                          |  |                |                           |  |  |  |  |  |  |  |                    |
|                      | Valdemar II. Vítězný     |  |                |                           |  |  |  |  |  |  |  |                    |
|                      |                          |  |                |                           |  |  |  |  |  |  |  |                    |
|                      |                          |  |                | Sofie z Novgorodu         |  |  |  |  |  |  |  |                    |
|                      |                          |  |                |                           |  |  |  |  |  |  |  |                    |
|                      | Žofie Dánská             |  |                |                           |  |  |  |  |  |  |  |                    |
|                      |                          |  |                |                           |  |  |  |  |  |  |  |                    |
|                      |                          |  |                | Sancho I. Portugalský     |  |  |  |  |  |  |  |                    |
|                      |                          |  |                |                           |  |  |  |  |  |  |  |                    |
|                      | Berengarie Portugalská   |  |                |                           |  |  |  |  |  |  |  |                    |
|                      |                          |  |                |                           |  |  |  |  |  |  |  |                    |
|                      |                          |  |                | Dulce Aragonská           |  |  |  |  |  |  |  |                    |
|                      |                          |  |                |                           |  |  |  |  |  |  |  |                    |
| Waldemar Braniborský |                          |  |                |                           |  |  |  |  |  |  |  |                    |
|                      |                          |  |                |                           |  |  |  |  |  |  |  |                    |
|                      |                          |  | Odon Poznaňský |                           |  |  |  |  |  |  |  |                    |
|                      |                          |  |                |                           |  |  |  |  |  |  |  |                    |
|                      | Vladislav Odonic         |  |                |                           |  |  |  |  |  |  |  |                    |
|                      |                          |  |                |                           |  |  |  |  |  |  |  |                    |
|                      |                          |  |                | Vjačeslava Haličská       |  |  |  |  |  |  |  |                    |
|                      |                          |  |                |                           |  |  |  |  |  |  |  |                    |
|                      | Přemysl I. Velkopolský   |  |                |                           |  |  |  |  |  |  |  |                    |
|                      |                          |  |                |                           |  |  |  |  |  |  |  |                    |
|                      |                          |  |                | Městvín I. Pomořanský (?) |  |  |  |  |  |  |  |                    |
|                      |                          |  |                |                           |  |  |  |  |  |  |  |                    |
|                      | Hedvika                  |  |                |                           |  |  |  |  |  |  |  |                    |
|                      |                          |  |                |                           |  |  |  |  |  |  |  |                    |
|                      |                          |  |                | Swinislawa (?)            |  |  |  |  |  |  |  |                    |
|                      |                          |  |                |                           |  |  |  |  |  |  |  |                    |
|                      | Konstancie Velkopolská   |  |                |                           |  |  |  |  |  |  |  |                    |
|                      |                          |  |                |                           |  |  |  |  |  |  |  |                    |
|                      |                          |  |                | Jindřich I. Bradatý       |  |  |  |  |  |  |  |                    |
|                      |                          |  |                |                           |  |  |  |  |  |  |  |                    |
|                      | Jindřich II. Pobožný     |  |                |                           |  |  |  |  |  |  |  |                    |
|                      |                          |  |                |                           |  |  |  |  |  |  |  |                    |
|                      |                          |  |                | Hedvika Slezská           |  |  |  |  |  |  |  |                    |
|                      |                          |  |                |                           |  |  |  |  |  |  |  |                    |
|                      | Alžběta Vratislavská     |  |                |                           |  |  |  |  |  |  |  |                    |
|                      |                          |  |                |                           |  |  |  |  |  |  |  |                    |
|                      |                          |  |                | Přemysl Otakar I.         |  |  |  |  |  |  |  |                    |
|                      |                          |  |                |                           |  |  |  |  |  |  |  |                    |
|                      | Anna Lehnická            |  |                |                           |  |  |  |  |  |  |  |                    |
|                      |                          |  |                |                           |  |  |  |  |  |  |  |                    |
|                      |                          |  |                | Konstancie Uherská        |  |  |  |  |  |  |  |                    |
|                      |                          |  |                |                           |  |  |  |  |  |  |  |                    |